# Kabinett Reibnitz III
Das Kabinett Reibnitz III bildete vom 13. März 1928 bis zum 11. April 1929 die Landesregierung von Mecklenburg-Strelitz.
Nach dem Rücktritt von Otto Heipertz beschloss der Mecklenburg-Strelitzsche Landtag am 13. März 1928 die Ernennung eines alleinigen Staatsministers. Am 11. April 1929 trat Kurt Freiherr von Reibnitz von seinem Amt zurück.
| Amt                                                              | Name                       | Partei |
| ---------------------------------------------------------------- | -------------------------- | ------ |
| Vorsitzender des Staatsministeriums und Leiter aller Abteilungen | Kurt Freiherr von Reibnitz | SPD    |